# Amo (Indiana)
Amo és una població dels Estats Units d'Amèrica a l'estat d'Indiana. Segons el cens del 2000 tenia 414 habitants.

## Demografia
Segons el cens del 2000, Amo tenia 414 habitants, 147 habitatges, i 113 famílies. La densitat de població era de 262 habitants per km².
Dels 147 habitatges en un 43,5% hi vivien nens de menys de 18 anys, en un 61,9% hi vivien parelles casades, en un 12,9% dones solteres, i en un 23,1% no eren unitats familiars. En el 16,3% dels habitatges hi vivien persones soles el 9,5% de les quals corresponia a persones de 65 anys o més que vivien soles. El nombre mitjà de persones vivint en cada habitatge era de 2,82 i el nombre mitjà de persones que vivien en cada família era de 3,2.
Per edats la població es repartia de la següent manera: un 31,6% tenia menys de 18 anys, un 6,5% entre 18 i 24, un 34,3% entre 25 i 44, un 15,5% de 45 a 60 i un 12,1% 65 anys o més.
L'edat mediana era de 32 anys. Per cada 100 dones de 18 o més anys hi havia 88,7 homes.
La renda mediana per habitatge era de 41.167 $ i la renda mediana per família de 41.083 $. Els homes tenien una renda mediana de 35.313 $ mentre que les dones 23.438 $. La renda per capita de la població era de 15.994 $. Entorn del 4,9% de les famílies i el 6,7% de la població estaven per davall del llindar de pobresa.

## Poblacions més properes
El següent diagrama mostra les poblacions més properes.